# Св. св. Константин и Елена (Българска Блаца)
Вижте пояснителната страница за други значения на Св. св. Константин и Елена.
„Св. св. Константин и Елена“ (на гръцки: Αγ. Κωνσταντίνου & Ελένης) е възрожденска православна църква в костурското село Българска Блаца (Оксия), Егейска Македония, Гърция, енорийска църква на Костурската епархия.
Църквата е гробищен храм и е построена между двете махали на селото в 1885 година. Има ценни възрожденски икони от същата година.